# ویک آن زی
ویک آن زی (به هلندی: Wijk aan Zee; تلفظ هلندی: [ˈʋɛi̯k a:n ˈze:]) شهری کوچک در هلند است که در شهرستان بیفرویک، استان هلند شمالی واقع شده‌است. ویک آن زی ۲٬۴۰۰ نفر جمعیت دارد.

## نگارخانه

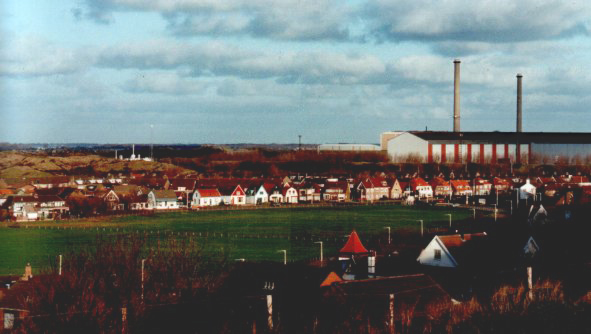
۱۹۹۵
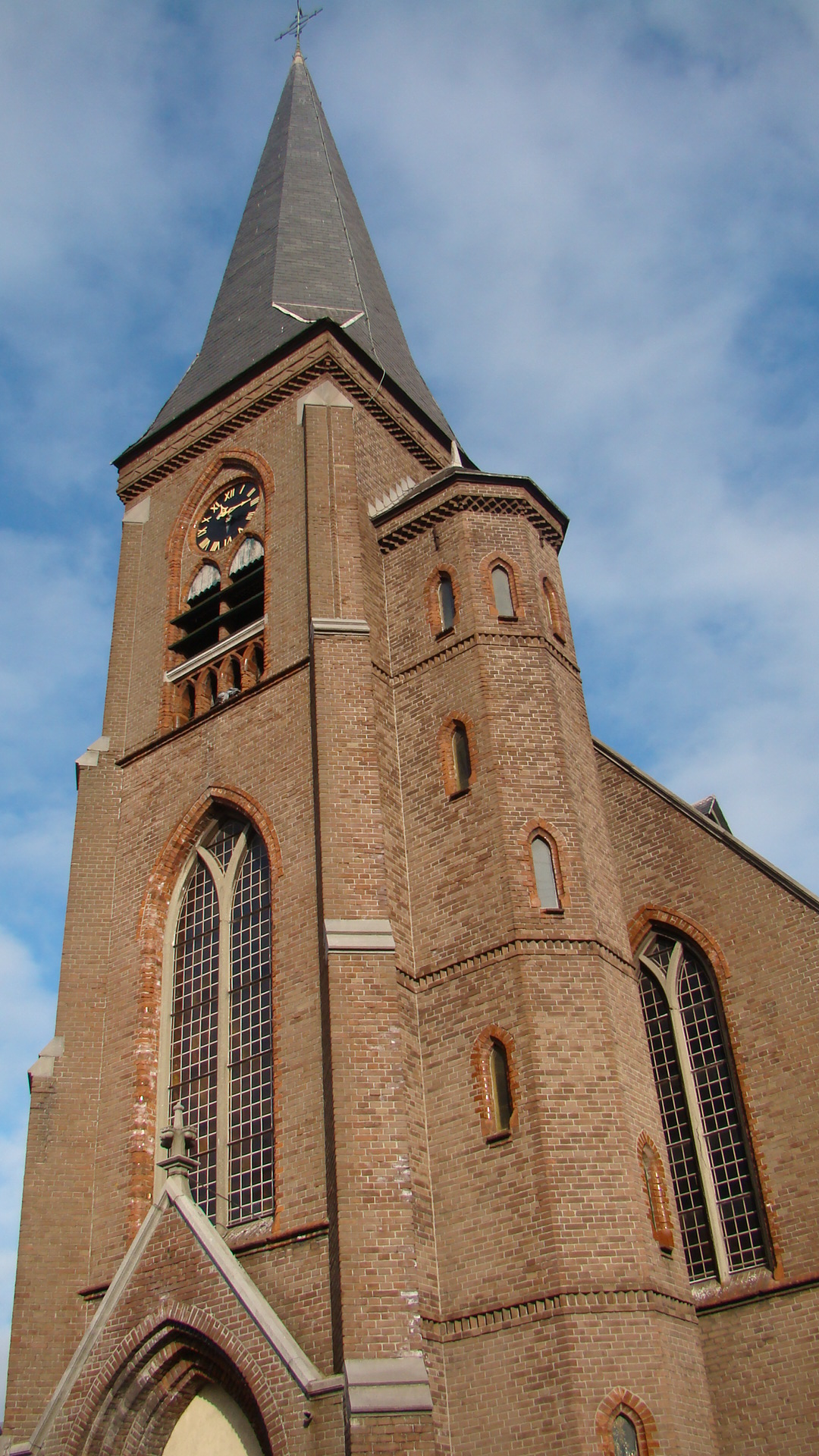
کلیسای کاتولیک
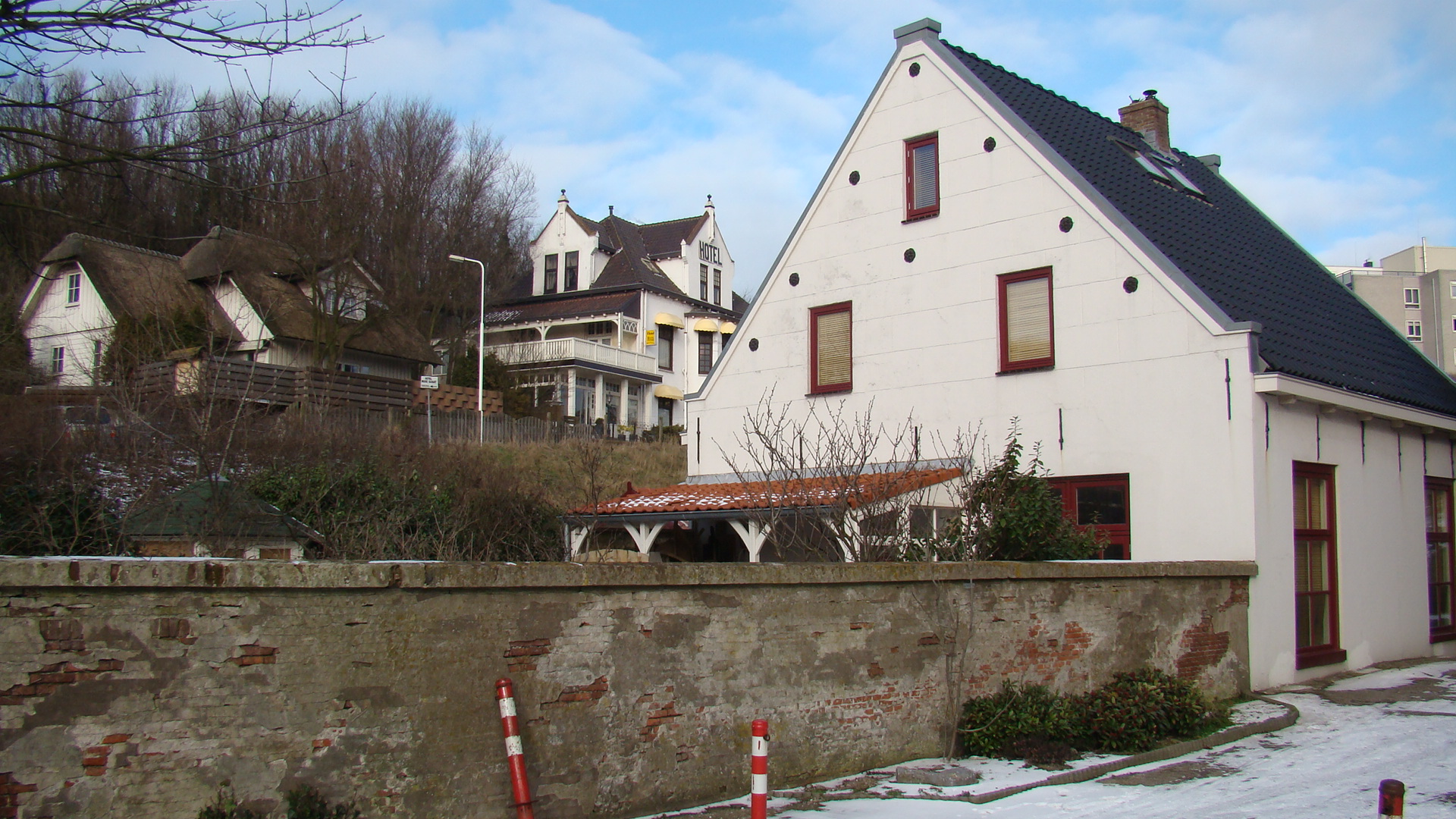
خانه‌ها
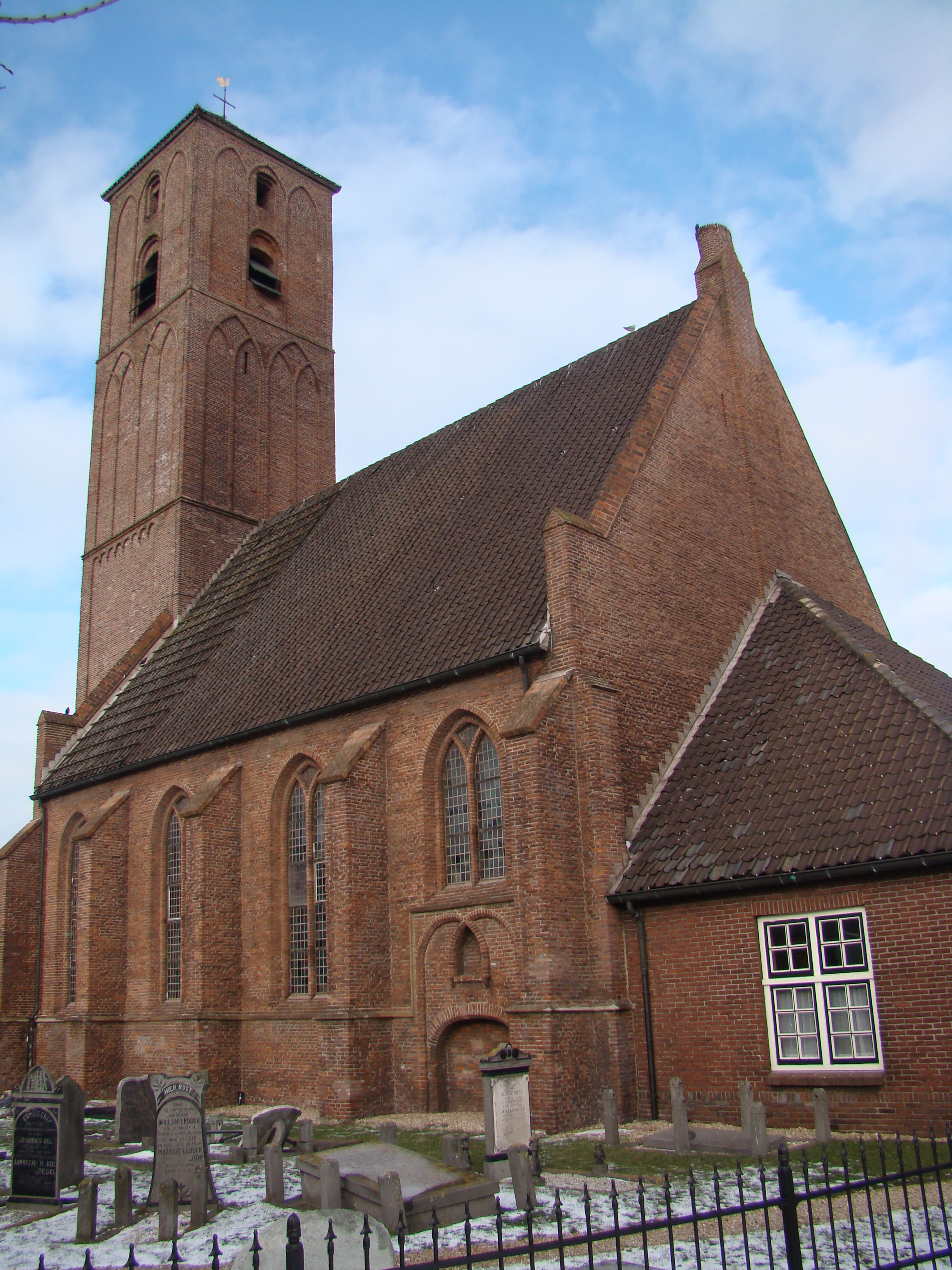
کلیسای روستا
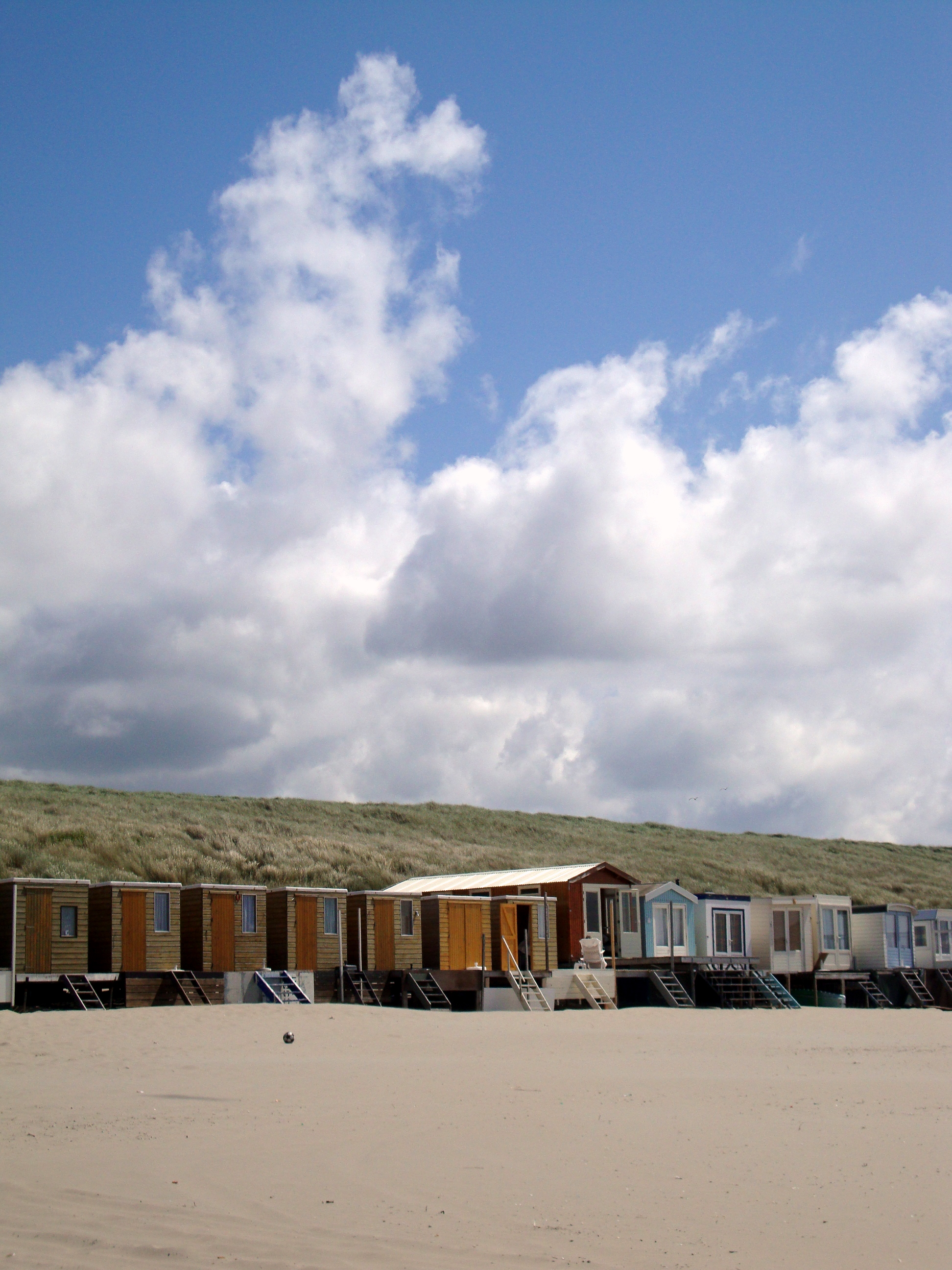
خانه‌های ساحلی